# Aladdin (Disney)
Pour l’article homonyme, voir Aladdin.
Aladdin  est un personnage de fiction qui est apparu pour la première fois en 1992 chez Disney, dans le long métrage d'animation Aladdin. Il est inspiré du personnage homonyme, héros du conte des Mille et Une Nuits, Aladin et la Lampe merveilleuse. Le personnage apparaît dans les suites du film sorties directement en vidéo : Le Retour de Jafar (1994) et Aladdin et le Roi des voleurs (1996), ainsi que dans plusieurs séries télévisées, dont Aladdin (1994–1995), et des bandes dessinées.

## Description
Aladdin est un jeune garçon intelligent des quartiers populaires d'Agrabah, inconscient de sa haute destinée. La cour qu'il fait pour obtenir les faveurs de Jasmine montre qu'il a la persévérance nécessaire. C'est un cœur pur, comme un « diamant brut » (« diamant d'innocence » dans la version française), incapable d'offrir rubis et émeraudes à sa belle, mais capable en revanche de lui présenter une pomme bien brillante avec un charme qu'aucun prince ne pourrait égaler. Il est altruiste, courageux et cherche à tout prix à gagner l'affection de sa princesse ainsi que celle de son père et de tous ses sujets royaux.
Contrairement à certains autres héros de Disney, il n'est pas au-dessus du mensonge et du vol, mais ne le fait jamais sous le coup de mauvaises intentions. Bien qu'il puisse parfois être un peu têtu, il porte vraiment beaucoup d'attention envers ses amis. Ses « ennemis » le qualifient plus ou moins régulièrement de « vaurien » (« Va-nu-pieds » dans la version québécoise, « Street rat » dans la version originale).
Dans Aladdin et le Roi des voleurs, il est révélé que le père d’Aladdin, Cassim, quitta sa famille peu après la naissance de son fils. Aladdin pense que sa mère est morte. La vérité est qu’elle fut capturée par des bandits, alors qu'il était très jeune.
Il a pour unique ami, au début, Abu, le petit singe chapardeur d'Aladin qui s'attire souvent des ennuis.

### Apparence
- L'apparence d'Aladdin, supervisée par l'animateur Glen Keane, fut inspirée de Michael J. Fox. Par la suite, pour rendre le personnage plus séduisant, on y a ajouté quelques éléments tirés du physique de Tom Cruise, du rappeur MC Hammer et des modèles « Calvin Klein »[3].

## Interprètes
- Voix originales : Scott Weinger et Brad Kane (chant)
- Voix allemandes : Michael Deffert et Julien Haggége (série télévisée)
- Voix brésiliennes : Marcus Jardym et Joseph Carasso Jr (chant)
- Voix espagnoles d'Espagne: Ángel de Gracia et Miguel Morant (chant)
- Voix finnoises : Sami Aarva
- Voix françaises : 
  - 1er et 2e film : Paolo Domingo (voix et chant)
  - Série, 3e film et jeux vidéo : Guillaume Lebon (voix) et Emmanuel Dahl (chant)
- Voix italiennes : Massimiliano Alto (voix) et Vincent Thoma (chant)
- Voix japonaises : Kenji Haga, Kazutaka Ishī (chant) et Shinichiro Miki (Aladdin et le Roi des voleurs)
- Voix espagnole latino-américaine : Demián Bichir
- Voix néerlandaise : Bart Bosch
- Voix norvégienne : Peter Jöback
- Voix polonaise : Paweł Tucholski
- Voix portugaise : Edgar Fernandes
- Voix québécoise : Joël Legendre (Aladdin, et Aladdin et le Roi des voleurs), Louis-Philippe Berthiaume et Julien Alluguette (chant) (Aladdin de Guy Ritchie)
- Mena Massoud dans le long métrage en prise de vue réelle Aladdin de Guy Ritchie

## Chansons interprétées parAladdin
- Je vole (One Jump Ahead ou Pour une bouchée de pain au Québec) avec chœurs dans Aladdin
- Je vole - reprise (One Jump Ahead ou Pour une bouchée de pain au Québec) dans Aladdin
- Ce rêve bleu (A Whole New World ou Un nouveau monde au Québec) avec Jasmine dans Aladdin
- Un Ami (Nothing Like a Friend) très brièvement avec le Génie et Jasmine dans Le Retour de Jafar
- Oublier l'amour (Forget about Love) à la fin de la chanson avec Jasmine et Iago dans Le Retour de Jafar
- C'est la fantasia à Agrabah (Y'a un bal ici à Agrabah au Québec) avec le Génie, le Roi des voleurs, Jasmine, Iago, le Sultan et Chœur dans Aladdin et le Roi des voleurs
- Tu n'es pas tombé du ciel (Pas ordinaire au Québec) avec Jasmine dans Aladdin et le Roi des voleurs
- Un père et un fils (Tel père, tel fils au Québec) avec le Génie et Cassim dans Aladdin et le Roi des voleurs

## Caractéristiques particulières
- Dans le film, le nom d'Aladdin est écrit avec deux ‹ d › conformément à l'orthographe anglaise, alors que selon l'orthographe française, il s'écrit avec un seul ‹ d ›[4].
- Son nom de Prince : « Ali Ababwa » qui lui fut donné par le Génie, fait référence à Ali Baba.
- Aladdin est également le personnage principal d'une adaptation en animé japonais intitulé Magi: The labyrinth of Magic.